# Shanmen
La Porta di Shanmen o Sala di Shanmen o semplicemente Shanmen (zh. 山門殿T, 山门殿S, Shān Mén DiànP), anche nota come "Sala/Porta delle tre liberazioni" o "Sala della porta del monte", è l'elemento architettonico (cancello o sala che sia) d'ingresso di un tempio buddista cinese.
Nei tempi antichi, quasi tutti i templi buddisti cinesi avevano un'unica porta Shanmen che conduceva ad una grande sala del tempio. Oggi, la maggior parte dei templi superstiti seguono lo stile della sala ma con tre porte incorporate nella loro costruzione. Causa le guerre successive e la discontinuità culturale, la maggior parte dei templi del buddismo Chán hanno cambiato la porta centrale in un ingresso, chiamato "Sala degli Shanmen". Lo Shanmen è la porta più importante di un tempio Chán.

## Etimologia
Una teoria è che l'etimo di lingua cinese 山門T, 山门S, Shān MénP prenda il significato letterale di "Porta della Montagna" perché i templi erano tradizionalmente costruiti in aree montuose boscose dove i monaci Chán potevano isolarsi dalla vita secolare. Un'altra interpretazione è che durante i vari episodi di persecuzione del buddismo in Cina (V–X secolo), i monaci spostarono i cenobi in impervie località montagnose, costruendo poi vistosi portali ai piedi dei rilievi per guidarvi i pellegrini quando poterono uscire dall'isolamento. Un'ulteriore teoria è che "Shanmen" sia la corruzione di "Sanmen", lett. "Tre Porte", riferendosi alle 三解脫門S, lett. "Tre porte della liberazione" del Dharma:  空門S, KongmenP, lett. "Liberazione del vuoto", 無相門S, WuxiangmenP, lett. "Liberazione senza aspetti" e 無愿門S, WuyuanmenP, lett. "Liberazione senza desideri". Quest'ultima visione è correlata alla struttura tradizionale dei templi Chán nei quali lo Shanmen ha appunto tre porte.

## Descrizione
Gli Shanmen storici sono un portale d'ingresso simile al paifang o un edificio più consistente, tipicamente con tre archi. Nel secondo caso, le due porte laterali possono essere sostituite da finestre ad arco o circolari. L'edificio del cancello può essere chiamato "Sala delle Tre Liberazioni" o "Sala della Porta della Montagna".
Tradizionalmente, se lo Shanmen è un edificio con cancello (es. nel Tempio Jietai a Pechino), vi si collocano due statue della tradizione buddista a protezione dell'ingresso: "Heng e Ha" nella tradizione cinese e gli "A-un" Nio nella tradizione giapponese.
In alcuni templi Chán, l'edificio Shanmen è combinato con la Sala dei Quattro Re Celesti, dimodoché le statue di Quattro Re Celesti servano da guardiani della porta d'ingresso al monastero. In altri templi Chán (es. nei templi Shaolin e Longhua), l'edificio Shanmen è combinato con la Sala Maitreya, con una statua del Buddha Maitreya eretta al centro. Altri templi Chán (es. il Tempio Lingyin a Hangzhou) combinano Sala Maitreya, Sala dei Quattro Re Celesti e Shanmen, così l'edificio d'ingresso espone la statua del Buddha Maitreya al centro e i Quattro Re Celesti sui lati.

### Nio
Nelle nicchie posizionate su entrambi i lati dello Shanmen è custodita la statua d'una divinità celeste con un vajra in mano. Queste divinità sono chiamate Nio, i servitori guerrieri del Buddha. Sono anche noti come 夜叉神S, lett. "Divinità Yakasha" o 執金剛S, ZhijingangP. Il vajra originariamente era la corta arma di metallo del re di tutte le divinità celesti, Indra nella mitologia induista. Simboleggia oggi la solidità e la nitidezza nel Buddismo. Il Nio è un Dharmapala che protegge il Buddismo con l'onnipresente vajra in mano.
Nei templi buddisti originari, il Nio era uno solo ma, quando il buddismo giunse in Cina dall'India, complice il protettorato esteso dalla dinastia Han (206 a.C.–220 d.C.) sull'Asia centrale, in linea con la tradizione cinese di doppiare le divinità, i Nio divennero due. I Nio indossano corone, abiti eterei che ne espongono i muscoli ben sviluppati della parte superiore del corpo e gonne al ginocchio. Hanno occhi spalancati e naso sporgente. Tengono le armi in mano e guardano con rabbia il terreno, proiettando una personalità fantastica. Il Nio di destra ha la bocca aperta per pronunciare il suono "a" e quello di sinistra ha la bocca chiusa per pronunciare il suono "hong". La statua con la bocca aperta è il Generale Ha (zh. 哈將軍S; jp. 阿吽) e quella con la bocca chiusa è il Generale Heng (zh. 哼將軍S; jp. 阿形).

## Galleria d'immagini

Passa il mouse sopra le immagini per visualizzare le didascalie
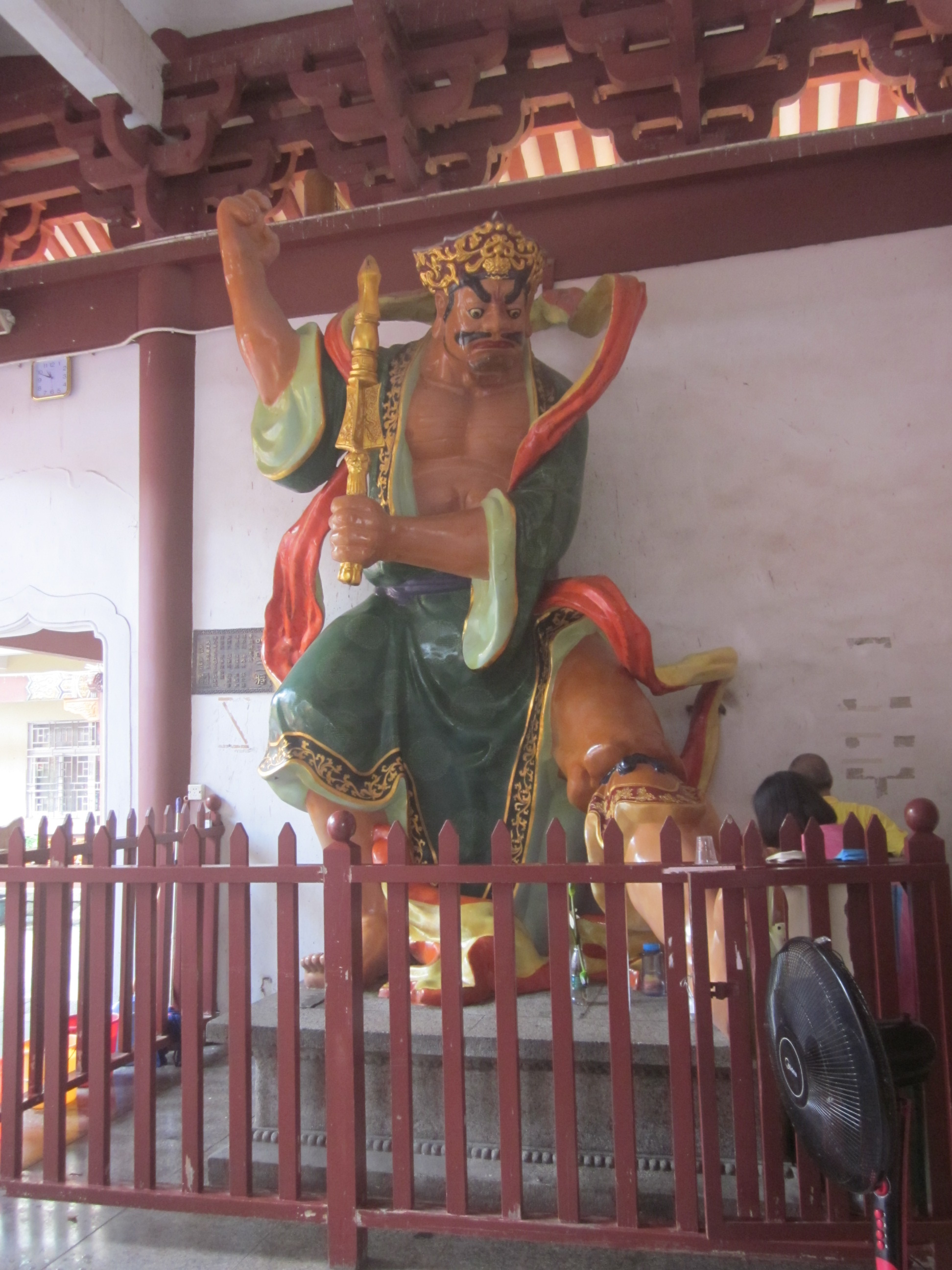
Il Generale Heng all'interno della Sala Shanmen del Tempio Hongfa di Shenzhen (Guangdong, Cina).
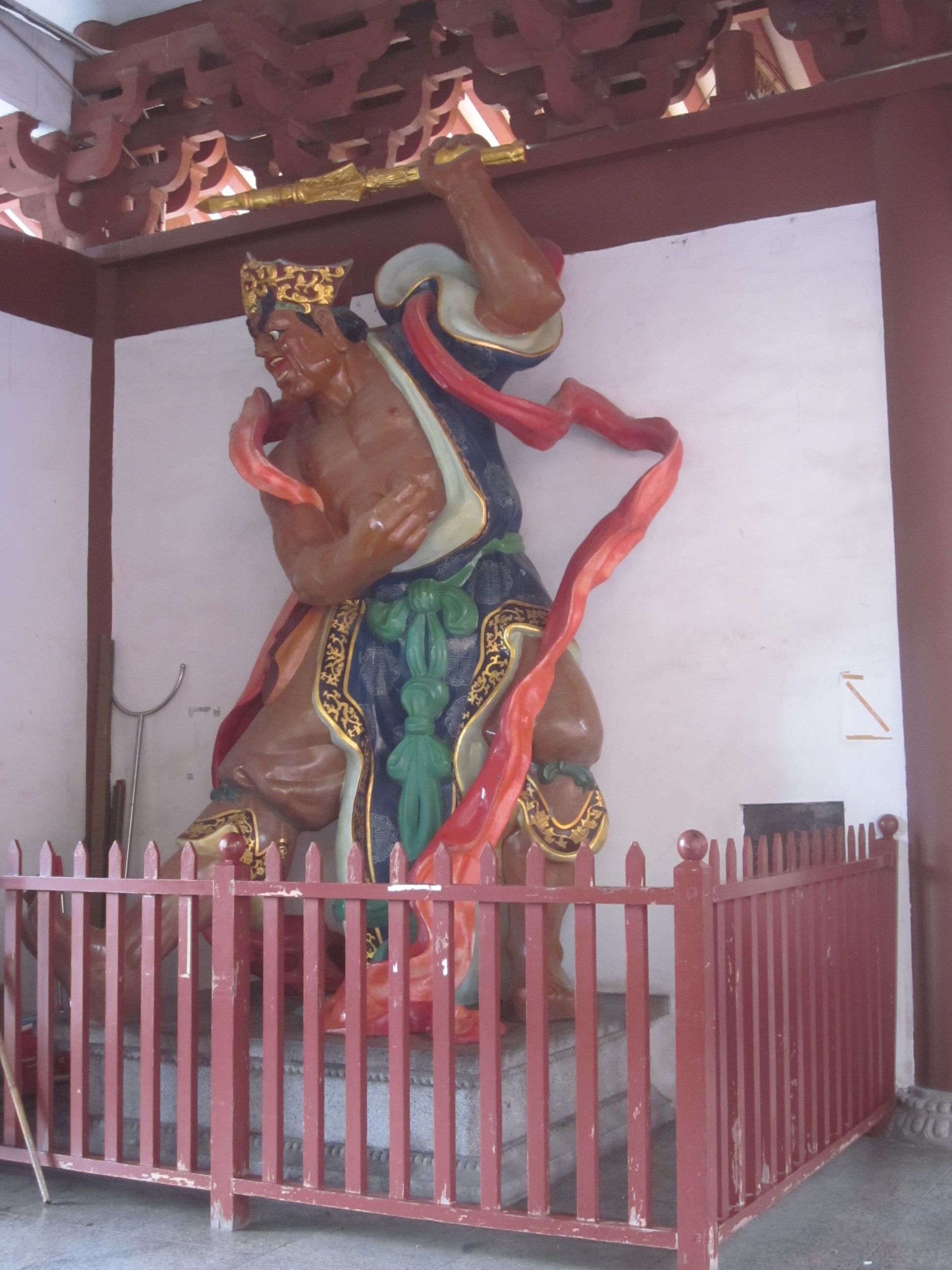
Il Generale Ha, ibidem.
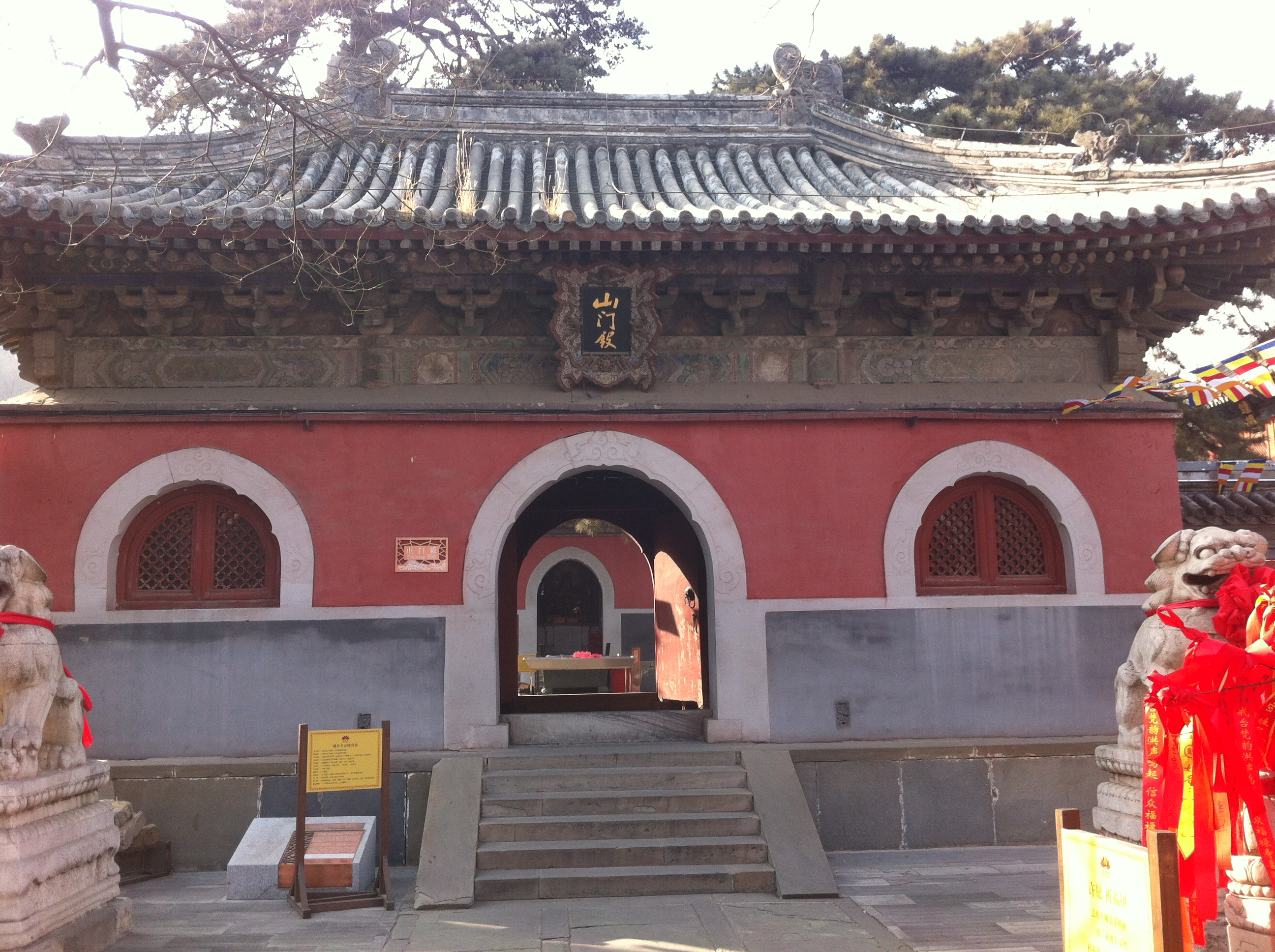
La Sala della Porta del Monte nel Tempio Jietai di Pechino. Le finestre ad arco sostituiscono le tradizionali porte laterali.
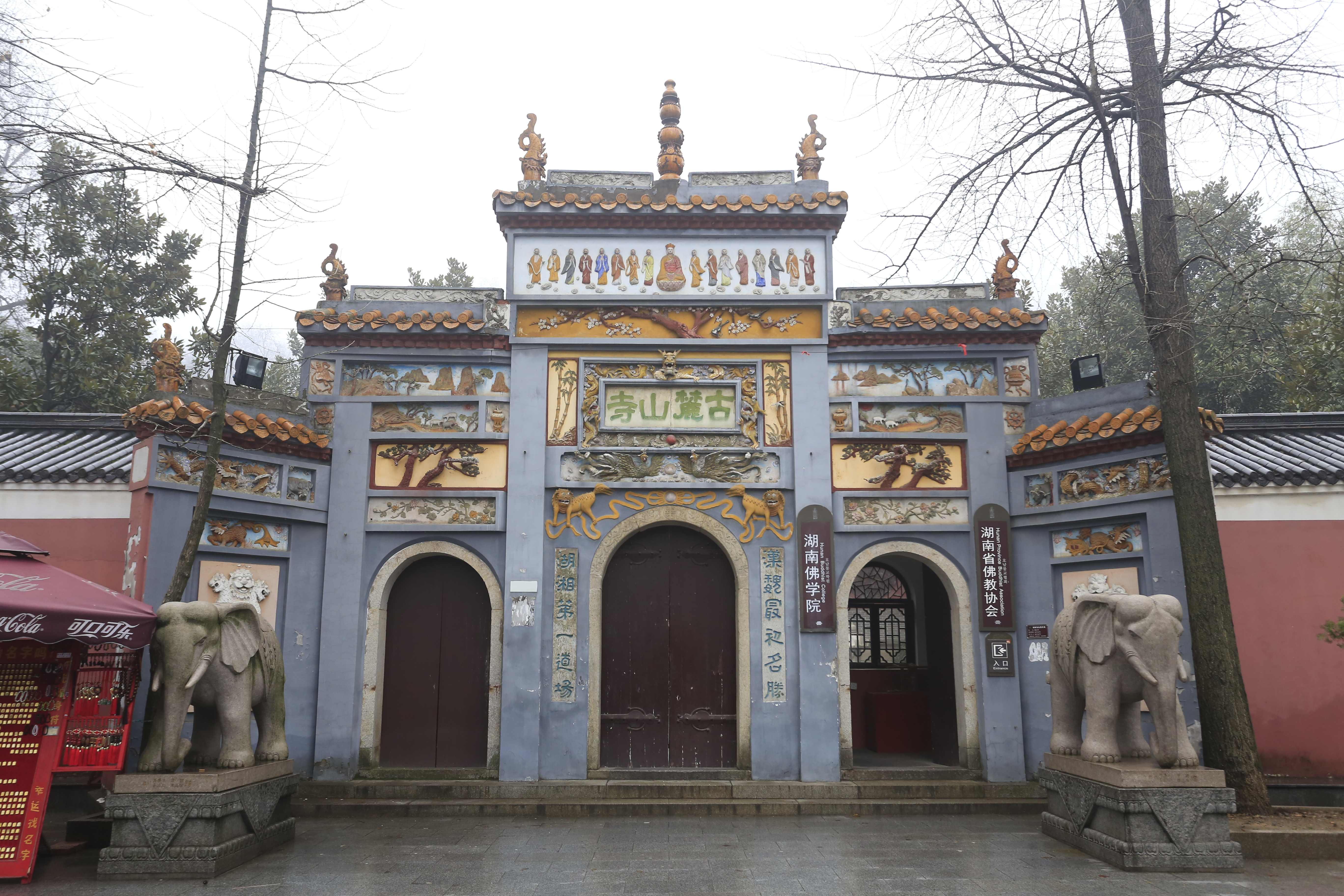
Gli Shanmen del Tempio Lushan di Changsha, nel Yuelu (Hunan, Cina).

### Esplicative
1. ↑  "A" e "Hong" sono i suoni iniziale e finale in sanscrito e simboleggiano le basi del suono e le basi della teoria del Dharma - (EN) Wei Ran, Buddhist Buildings, Pechino, China Architecture & Building Press, 2012, ISBN 9787112142880.

### Bibliografiche
1. 1 2  (EN) Yan Zi, Famous Temples in China, Pechino, Time Publishing and Media Co., Ltd., 1º agosto 2012,  p. 25, ISBN 978-7-5461-3146-7.
2. ↑  (EN) Wei Ran, Buddhist Buildings, Pechino, China Architecture & Building Press, 2012, ISBN 9787112142880.
3. 1 2  (EN) Han Xin, Well-Known Temples of China, Pechino, The Eastern Publishing Co. Ltd, 2006, ISBN 7506024772.